# Claudia Cagnina
Claudia Nicole Cagnina Berenguel (Valley Stream, 10 settembre 1997) è una calciatrice peruviana, centrocampista del Bodø/Glimt e della nazionale peruviana.

## Carriera

### Club
Nata a Valley Stream, nello stato di New York, negli USA, nel 1997, è cittadina peruviana grazie alla madre, mentre i nonni paterni sono di origine italiana.
Dai 13 anni fino al 2015 ha giocato con il Brentwood SC Pride, mentre al college è andata alla St. John's University di New York, dove ha militato nelle Red Storm.
Dopo 4 presenze con il SUSA FC negli Stati Uniti, nell'estate 2019 è andata a giocare in Svizzera, al Lugano 1976, dove ha potuto giocare in Women's Champions League, esordendovi il 12 settembre, nell'andata dei sedicesimi di finale, quando è entrata al 57' della gara persa per 7-1 in casa contro le inglesi del Manchester City.
Ha lasciato il paese elvetico a fine gennaio 2020 per trasferirsi nella vicina Italia, al Tavagnacco, per disputare la seconda parte della stagione in Serie A, tuttavia dopo la retrocessione della squadra friulana decide di trasferirsi nuovamente, scegliendo questa volta l'Islanda.
Sottoscrive un accordo con il Keflavík, società che disputa la 1. deild kvenna, secondo livello del campionato islandese, per giocare la seconda parte del campionato, ottenendo con le compagne il secondo posto e la promozione in Úrvalsdeild kvenna per la stagione 2021.

### Nazionale
Con la nazionale peruviana ha preso parte al campionato sudamericano femminile di calcio di Cile 2018, debuttando il 6 aprile, titolare nella sconfitta per 3-0 contro il Paraguay e utilizzata anche nelle altre 3 gare del torneo, chiuso con 1 solo punto nel girone A, ottenuto grazie ad un 1-1 con l'Uruguay, che ha chiuso in fondo al girone a pari punti con le peruviane.

## Statistiche

### Presenze e reti nei club
Statistiche aggiornate al 3 luglio 2020.
| Stagione        | Squadra         | Campionato      | Campionato | Campionato | Coppe nazionali | Coppe nazionali | Coppe nazionali | Coppe continentali | Coppe continentali | Coppe continentali | Altre coppe | Altre coppe | Altre coppe | Totale | Totale |
| Stagione        | Squadra         | Comp            | Pres       | Reti       | Comp            | Pres            | Reti            | Comp               | Pres               | Reti               | Comp        | Pres        | Reti        | Pres   | Reti   |
| --------------- | --------------- | --------------- | ---------- | ---------- | --------------- | --------------- | --------------- | ------------------ | ------------------ | ------------------ | ----------- | ----------- | ----------- | ------ | ------ |
| 2019-2020       | Tavagnacco      | A               | 1          | 0          | CI              | -               | -               | -                  | -                  | -                  | -           | -           | -           | 1      | 0      |
| Totale carriera | Totale carriera | Totale carriera | 1          | 0          | -               | -               | -               | -                  | -                  | -                  | -           | -           | -           | 1      | 0      |